# 松平乗正
松平 乗正（まつだいら のりまさ）は、戦国時代の武将。大給松平家の第2代当主とされる人物で、松平乗元の子。松平長親に仕える。

## 事績
初めは乗元の居城細川城（岡崎市）を拠点としたが、後に大給城（豊田市）に移した。
『寛政重修諸家譜』によれば、永正3年（1506年）に今川氏親が伊勢宗瑞（北条早雲）を将として三河に攻め込み、氏親自らが岩津城に攻めてきた時、乗正は長親軍の先鋒を務め、小原某の首を挙げるなどの活躍を示した。天文10年（1541年）に60歳で没し、足助の宝珠院に葬られたという。

## 系譜
『寛政重修諸家譜』では、乗勝、親清、清成の男子3名を掲げる。乗勝が大給松平家を継ぎ、親清の子孫も大名となった（17世紀半ば以降は豊後国府内藩主として定着した）。

### 「お久の方」に関する主張
乗正には、松平広忠の妻になった娘がいる（名は「お久の方」とされる）という主張がある。「お久の方」は広忠との間に松平忠政と恵最（のちに広忠寺住職）の2子を産んだという（忠政は徳川家康の異母兄にあたる。恵最は家康と同日の生まれという）。『寛政重修諸家譜』編纂時点で、旗本3家が忠政の子孫であるという系譜を提出しており、姫路藩士（酒井家家臣）松平孫三郎家にも同様の系図があるという（これらの系譜では、乗正は「松平和泉守」を称したという）が、『寛政重修諸家譜』では「大給松平家の記録にはお久の方が存在しない」などの理由で否定的な考証を行っている。

### 「細川親世」説
『参陽松平卿伝記』には、乗正の初名を「親世」とする説が載せられている。乗元の嫡男でありながら「乗」の字が入らない親世の名乗りを名乗ったというこの説には疑問が持たれていた。ところが、近年になって細川親世が乗元の養子となって松平乗正と名乗ったとする新説が登場している。元々細川親世は、文亀元年（1501年）に行われた安城松平家の松平親忠の初七日の際に作成された連判状に署名した16名の中に「細川次郎親世」の名前で登場する人物である。また、永正17年（1520年）6月に作成された六所神社の棟札に記された「于時領主左近尉源朝臣親世」もこの人物であると考えられている。この人物が何らかの事情で大給松平家の養子として同家を継ぎ、細川城から大給城に本拠を移したとされている。安城松平家が源氏を称し始める以前に既に源氏を名乗っていることから、親世は元々松平一族の出身ではなかったと推測され、その場合には細川と縁がある管領細川氏の庶流の出身であった可能性も否定できないとする。また、大給松平家の菩提寺である松明院が現在の豊田市にある大給ではなく、現在の岡崎市にある細川に設置されたのも、同家が乗正を同家の重要な画期とみなしていた傍証になるとされている。